# Arash Ferdowsi

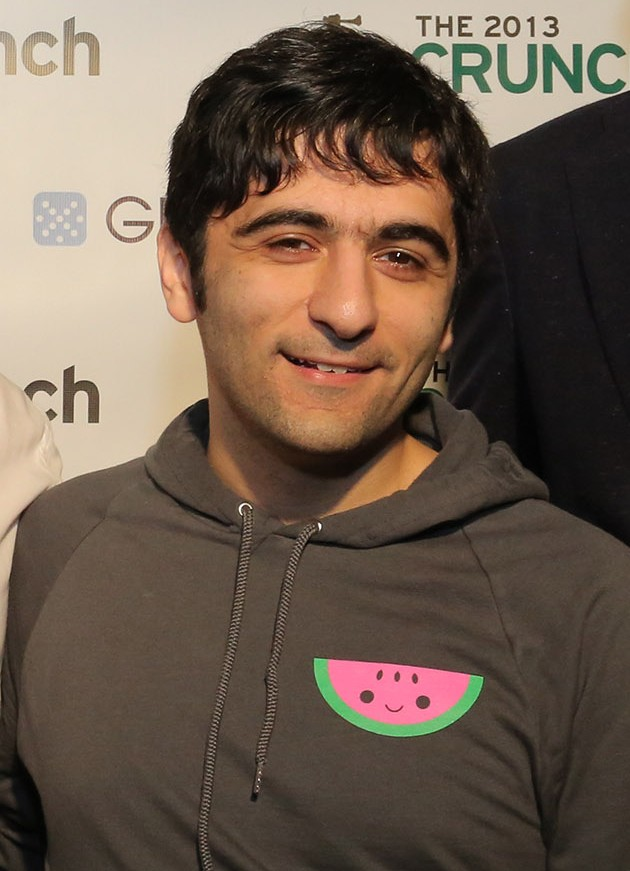
Arash Ferdowsi, 2014

Arash Ferdowsi (persisch آرش فردوسی, DMG Araš Firdausī; * 7. Oktober 1985 in Overland Park/Metropolregion Kansas City) ist ein US-amerikanischer Unternehmer. Er ist einer der beiden Gründer von Dropbox.

## Werdegang
Ferdowsi ist iranischer Abstammung, wuchs in Kansas City auf, besuchte bis 2004 die Blue Valley Northwest High School in Overland Park, studierte danach am MIT und stand kurz vor seinem Studienabschluss. Mit seinem Partner Drew Houston gründete Ferdowsi im Jahr 2007 die Firma Dropbox. Im September 2007 zog die Firma nach San Francisco, Kalifornien (USA), um. Die Firma Dropbox bietet Personal Cloud und Client-Software an. Angeblich sollen Ferdowsi und Houston 2008 ein Angebot von Steve Jobs abgelehnt haben, der die beiden besuchte und ihnen eine Offerte von 800 Millionen US-Dollar für das damals noch junge Start-Up-Unternehmen geboten haben. Dropbox wird mittlerweile zwischen acht und 10 Milliarden US-Dollar taxiert. Ferdowsi steht weniger in der Öffentlichkeit als sein Partner Houston und es gibt nur wenige Interviews mit ihm.
Bis Oktober 2016 war er CTO.

## Vermögen
Arash Ferdowsi hat gemäß dem US-Wirtschaftsmagazin Forbes ein Vermögen von etwa 500 Millionen US-Dollar (Stand: Dezember 2015) und wird in der Liste der reichsten Iraner auf Platz 18 geführt.

## Auszeichnungen
- Arash Ferdowsi landete 2011 bei dem Ranking Die 40 talentiertesten und erfolgreichsten Unternehmer und Top-Manager unter 40 Jahren des Fortune Magazins als Jüngster in der Liste auf dem 29. Platz.[19][20][21]
- Arash Ferdowsi wurde 2011 von Inc. als einer der 30 Top-Gründer unter 30 ausgezeichnet.[21][22]
- Arash Ferdowsi und sein Partner Drew Houston erhielten 2013 den TechCrunch-Award als Founder of the year[23]

## Rezensionen
- Thomas Rappold Silicon Valley Investing – Investieren Sie in die Superstars von heute, morgen und übermorgen, FinanzBuch Verlag München 2015, 1. Auflage, 240 Seiten, S. 124, ISBN 978-3-86248-702-8[24]
- Ura Fueglistaller, Christoph Müller, Susan Müller, Thierry Volery: Entrepreneurship – Modelle, Umsetzung, Perspektiven – Mit Fallbeispielen aus Deutschland, Österreich und der Schweiz, Springer Gabler Wiesbaden 2016, 414 Seiten, ISBN 978-3-8349-4770-3, S. 107[25]
- Artikel in der Chicago Tribune[26]

## Videos
- The Other Guy Who Built Dropbox auf den Seiten von Forbes
- Arash Ferdowsi bei der 4th Annual Pars Equality Center Nowruz Gala 2014

## Bilder
- Arash Ferdowsi bei Getty Images